# Bácula
La bácula o báscula era una máquina de guerra que durante la Edad Media se empleó para defender recintos fortificados.
Su forma no está bien determinada pues Ducange supone que era idéntico al clide o clida de los romanos y a la praicula de los griegos. Justo Lipsio dice que se reducía a un cajón repleto de piedras que por medio de una palanca se elevaba sobre la muralla para descargarlo sobre los sitiadores y en este caso debía ser un ingenio poliorcético como el fundíbulo, fonebol, tolerio, trabuco o la algarrada, libra, lida, clida o tantas otras máquinas de contrapeso. 